# Памятник Гагарину (Москва)
Памятник первому космонавту Земли Юрию Алексеевичу Гагарину работы скульптора Павла Бондаренко был установлен в Москве 4 июля 1980 года на одноимённой площади на Ленинском проспекте. Монумент изготовлен из титана — металла, используемого при строительстве космических кораблей. Имеет статус выявленного объекта культурного наследия.

## Описание
Памятник установлен в 1980 году к Олимпийским играм в Москве на площади Гагарина на Ленинском проспекте. Авторы монумента — скульптор Павел Бондаренко, архитекторы Яков Белопольский и Фёдор Гажевский, конструктор Александр Судаков. На высоком ребристом постаменте установлена скульптура Юрия Гагарина, изготовленная из титана. Высота памятника — 42,5 метра, общая масса — 12 тонн. У подножия монумента находится копия спускаемого аппарата корабля «Восток», на котором 12 апреля 1961 года Юрий Гагарин совершил первый полёт в космос.
Место для установки памятника было выбрано не случайно — именно по Ленинскому проспекту Юрий Гагарин въехал в город из аэропорта «Внуково», чтобы сделать доклад в ЦК КПСС об итогах первого полёта в космос, а нынешняя площадь Гагарина до 1960 года была границей Москвы. По замыслу архитекторов, памятник должно быть видно от самой МКАД. 

Памятник Гагарину (фрагмент), Москва

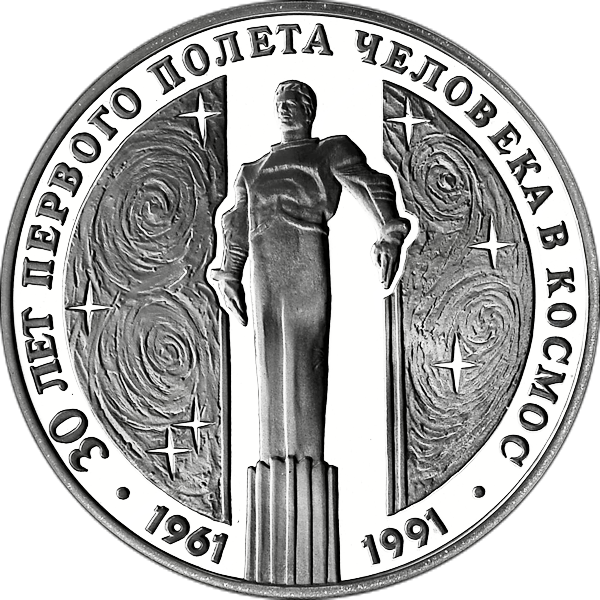
Памятная серебряная монета, СССР, 3 рубля, 1991 г.

Авторы обратились за помощью к специалистам Всесоюзного научно-исследовательского института авиационных материалов (ВИАМ), которые рекомендовали для скульптуры титановый литейный сплав ВТ5Л как наиболее технологичный, при этом обладающий блестящей поверхностью и приемлемой тональностью цвета. Кроме того, специалистами ВИАМ были разработаны специальные технические условия, по которым на Верхнесалдинское металлургическое производственное объединение (ВСМПО) были поставлены слитки из сплава ВТ5Л с низким содержанием кислорода (0,12 %).
Памятник был изготовлен на Балашихинском литейно-механическом заводе: проработка заказа началась в 1979 году. Титановую скульптуру собрали из 238 литых сегментов, которые соединялись болтами со сваркой. Наибольшие проблемы возникли с изготовлением самого большого сегмента — лица космонавта. Его масса составляла 300 кг, что значительно больше допустимого для одной плавки в вакуумной печи. Монумент стал первым в мире крупногабаритным памятником, отлитым из титана.

Фигура Гагарина устремлена ввысь. Высокий ребристый постамент является важной частью композиции и символизирует старт космической ракеты. Надпись на памятнике гласит: 
12 апреля 1961 года советский космический корабль «Восток» с человеком на борту совершил полёт вокруг земного шара. Первый человек, проникший в космос, — гражданин Союза Советских Социалистических Республик Юрий Алексеевич Гагарин
В 2010 году произошла замена стандартной системы подсветки памятника на лазерные установки, освещавшие исключительно верхнюю часть — статую Гагарина. На вершине постамента был запущен обратный отсчет. По его окончании визуальный эффект «пламени» у основания статуи создал иллюзию ее «взлета» с пьедестала, ассоциирующегося со стартом ракеты. В результате оптической иллюзии фигура космонавта на несколько секунд стала невидимой.
В 2024 году памятник был отреставрирован.